# Verkeerd verbonden (hoorspelen)
Verkeerd verbonden is de titel van drie verschillende Nederlandse hoorspelen.

## Hoorspel uit 1962
Een verhaal dat in 1959 verfilmd werd door Vernon Cambell Sewell en op 7 februari 1962 door de BBC als hoorspel werd uitgezonden. De Süddeutscher Rundfunk zond het al eerder uit, op 8 november 1960, onder de titel Falsch verbunden. De AVRO was er echter als eerste bij en bracht het op maandag 10 januari 1955. De vertaling was van Alfred Pleiter en de regie berustte bij Dick van Putten. Het duurde 62 minuten.

### Rolbezetting
- Louis de Bree (Dr. Pole)
- Jo Vischer sr. (Max)
- Huib Orizand (Dikke Lou)
- Peter Aryans (Aloysius)
- Nell Koppen (Mildred John)
- Enny Mols-de Leeuwe (Miss Crystal)
- Paul van der Lek (Jack Bates)
- Rob Geraerds (Bill Saunders)
- Rien van Noppen (inspecteur Blake)
- Herman van Eelen (een brigadier)

### Inhoud
Aloysius, Max en Dikke Lou vormen een dievenbende: geharde professionals die hun werkjes snel en efficiënt opknappen. Nu hebben ze een nieuw werkje gepland (ze willen een postwagen beroven) en het lijkt een routineklus, maar het loopt nu eens verkeerd af en er wordt een bewaker gedood. De bende haast zich terug naar hun schuilplaats om een nieuw plan te beramen. Heeft niemand hen gezien? Werden ze door niemand geïdentificeerd? Zijn ze niet gevolgd? Plots rinkelt de telefoon. De beller is Miss Crystal, een vrouw van middelbare leeftijd, en die blijkt verkeerd verbonden te zijn. Of niet? Aloysius, de leider, geraakt ervan overtuigd dat Miss Crystal meer afweet van de roofoverval. Nu moeten ze haar vinden en het zwijgen opleggen.

## Hoorspel uit 1966
Dit is hetzelfde verhaal als het hoorspel uit 1962. Mia Steinebach vertaalde het en de VARA zond het uit op zaterdag 5 februari 1966 (met een herhaling op zaterdag 4 februari 1967). De regisseur was Jan C. Hubert. De uitzending duurde 39 minuten.

### Rolbezetting
- Wam Heskes (doctor Pole)
- Harry Bronk (Aloysius)
- Hans Veerman (Max)
- Dries Krijn (Fat Cyril)
- Elly den Haring (Mildred)
- Tonny Huurdeman (juffrouw Crystal)
- Huib Orizand (inspecteur Blake)
- Floor Koen (bewaker Jack Bates)
- Piet Ekel (chauffeur Bill Saunders)
- Jos van Turenhout (een brigadier van politie)
- Hans Karsenbarg (een nieuwslezer & een politieman)

## Hoorspel uit 1975
Reeds in 1943 was het een succes in Amerika. In 1948 werd het met Barbara Stanwyck en Burt Lancaster verfilmd onder de titel Sorry, Wrong Number. Falsch verbunden werd op 16 juli 1949 door Nordwestdeutscher Rundfunk uitgezonden. J.C. van der Horst vertaalde het en de AVRO zond het uit op donderdag 18 december 1975. De regisseur was Hero Muller. Het hoorspel duurde 29 minuten.

### Rolbezetting
- Elisabeth Versluys (mevrouw Stevenson)
- Joke van den Berg (telefoniste)
- Joop van der Donk (eerste man)
- Niek Engelschman (George)
- Ab Abspoel (brigadier Duffy)
- Frans Kokshoorn (chef van de telefoondienst)
- Robert Eek (employé van de Western Union Telegraafmaatschappij)
- Bep Westerduin (receptioniste van het Henchley-ziekenhuis)

### Inhoud
Een rijke erfgename, die wegens een psychosomatische ziekte aan haar bed is gekluisterd, hoort bij toeval een vreemd telefoongesprek. Ontzet hoort ze hoe twee mannen een moord beramen op een ernstig zieke vrouw. Opgewonden brengt ze de politie op de hoogte, maar die gelooft haar niet. Na een tweede mysterieus telefoontje wordt haar duidelijk, dat niemand anders dan zijzelf vermoord zal worden.

## Andere verwijzingen
- Verkeerd verbonden was ook de naam van een televisieserie van de TROS met o.a Bert Kuizenga en Mary-Lou van Steenis
- Verkeerd verbonden is ook de titel van een single van het Nederlandse duo Acda en De Munnik
- Verkeerd verbonden is ook een album van De Kiekeboes
- Verkeerd verbonden is ook de titel van een boek van Jan-Willem Blijdorp